# 784
| 784                |
| ------------------ |
| Dødsfald - Fødsler |
|                    |

| Gregoriansk kalender | 784 DCCLXXXIV           |
| Ab urbe condita      | 1537                    |
| Armensk kalender     | 233 ԹՎ ՄԼԳ              |
| Kinesiske kalender   | 3480 – 3481 癸亥 – 甲子 |
| Etiopisk kalender    | 776 – 777               |
| Jødisk kalender      | 4544 – 4545             |
| Hindukalendere       |                         |
| - Vikram Samvat      | 839 – 840               |
| - Shaka Samvat       | 706 – 707               |
| - Kali Yuga          | 3885 – 3886             |
| Iransk kalender      | 162 – 163               |
| Islamisk kalender    | 167 – 168               |

Se også 784 (tal)